# Sebastian Buchwieser
Sebastian Buchwieser (* 7. Dezember 1979 in Garmisch-Partenkirchen) ist ein ehemaliger deutscher Eishockeyspieler und derzeitiger -trainer.

## Spielerkarriere
Sebastian Buchwieser begann seine Eishockeykarriere in der Jugendabteilung des SC Riessersee, wo er auch mehrere Spiele in der Jugend-Bundesliga absolvierte. In der Saison 1997/98 rückte Buchwieser in den zweitklassigen Profikader des SCR nach. Weitere Stationen waren die Augsburger Panther und Moskitos Essen aus der Deutschen Eishockey Liga (DEL) sowie die Oberligisten ERC Haßfurt, Stuttgart Wizards, Blue Lions Leipzig, Black Dragons Erfurt. In der Regionalliga trat er für den ERV Schweinfurt, EV Lindau, TSV Peißenberg und den Höchstadter EC an. Im Laufe seiner Karriere spielte Buchwieser 72-mal in der DEL, zehnmal in der zweiten Liga, 186-mal für Drittligisten und 300-mal für Viertligavereine. Höhepunkt seiner Karriere war die zweijährige Spielzeit in der höchsten deutschen Spielklasse. Mit Ablauf der Regionalliga 2015/16 beendete Sebastian Buchwieser beim TSV Peißenberg seine sportliche Laufbahn als Spieler.

## Trainerkarriere
Sein Debüt als Eishockeytrainer gab Buchwieser in der Saison 2009/10 beim Bayernligisten Höchstadter EC, später wechselte er zu dem ligagleichen EV Lindau, mit dem er „Bayerischer Meister“ wurde und für den Aufstieg in die Oberliga qualifiziert gewesen wäre, der Verein aber auf sein Aufstiegsrecht verzichtete. Weitere Engagements hatte er bei dem Oberligisten EC Peiting und seit der Saison 2021/22 beim  1. EV Weiden. Mit den Weidenern wurde er von 2022 bis 2024 dreimal in Folge Meister der Oberliga Süd, in der Spielzeit 2022/23 kam noch die deutsche Oberliga-Vizemeisterschaft hinzu, wobei er nur knapp den Aufstieg in die DEL2 verfehlte. Auch mit dem EC Peiting gelang ihm 2019 die Meisterschaft in der Oberliga Süd. Neben seinen Mannschaftserfolgen wurde Buchwieser auch dreimal zum Trainer des Jahres der Oberliga Süd gewählt.

## Erfolge und Auszeichnungen
| - 2015 Meister der Bayernliga mit dem EV Lindau - 2019 Meister der Oberliga Süd mit dem EC Peiting - 2019 Trainer des Jahres der Oberliga Süd - 2022 Meister der Oberliga Süd mit dem 1. EV Weiden | - 2023 Meister der Oberliga Süd mit dem 1. EV Weiden - 2023 Trainer des Jahres der Oberliga Süd - 2024 Meister der Oberliga Süd mit dem 1. EV Weiden - 2024 Trainer des Jahres der Oberliga Süd - 2025 DEL2-Trainer des Jahres |